# Marco Billia
Marco Billia (Muzzana del Turgnano, 29 luglio 1959) è un allenatore di calcio ed ex calciatore italiano, di ruolo difensore.

## Carriera

### Giocatore
Cresciuto nell'Udinese inizia la sua carriera nel 1977, venendo aggregato alla prima squadra. Nel 1978 viene ceduto al Conegliano, dove rimane per due stagioni.
Torna quindi all'Udinese in Serie A dove nel 1980-1981 totalizza 21 presenze, senza gol. La stagione successiva invece non scende mai in campo.
Passa al Monza, dove in due stagioni gioca 29 partite in Serie B senza segnare.
A novembre 1983 passa nelle file del Trento Calcio Serie C1.
Tornato nuovamente all'Udinese segnando un gol, dopo una stagione si trasferisce alla Salernitana in Serie C1.
Nel 1987 veste la maglia della neonata Venezia-Mestre del presidente Maurizio Zamparini in Serie C2.

### Allenatore
Dopo il ritiro comincia ad allenare alcune squadre dilettantistiche tra cui ci sono la Muzzanese, il Futura Carlino, la Sangiorgina, il Rivignano, l'Union 91, la Valnatisone e la Maranese.
Dal 2009 è alla guida del Mariano. 
Nella stagione 2021/22 era alla guida dell’Union 91 ed è stato esonerato dopo 6 mesi.